# Charlotte Serda

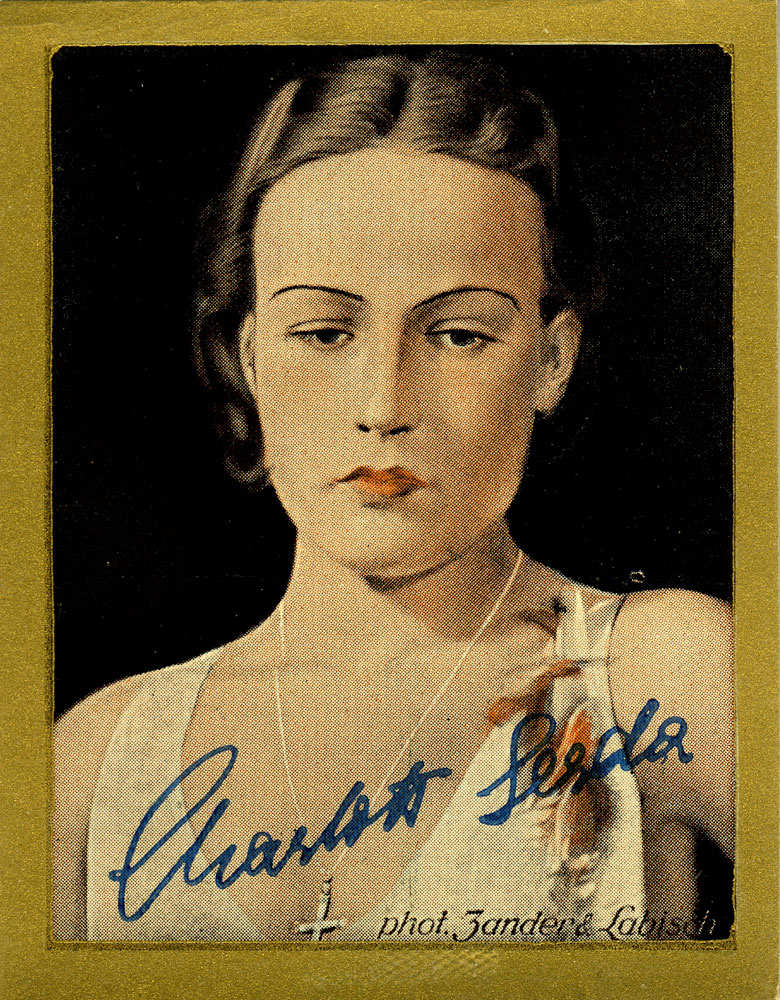
Charlotte Serda

Charlotte Juliane Paula Serda (auch Charlotte Junkermann, bekannt als Charlott Serda; * 13. Juni 1910 in Karlsruhe; † 13. Januar 1981 in Berlin) war eine deutsche Schauspielerin, Journalistin, Drehbuchautorin und Fotografin.

## Leben
Sie stammte aus der Beziehung ihrer Mutter Julia Serda zu dem Odol-Fabrikanten Karl August Lingner. Der Schauspieler Hans Junkermann, den ihre Mutter 1911 heiratete, war ihr Stiefvater.
Unter dem Namen Charlott Serda veröffentlichte sie in den 1930er Jahren zahlreiche Reportagen aus der Filmwelt. Sie versuchte sich auch als Drehbuchautorin; gemeinsam mit Karl Gillmann verfasste sie 1934 das Drehbuch zu Eine Siebzehnjährige. Sie arbeitete als Farbfotografin und veröffentlichte zwei Bücher über Filmfotografie. Von 1953 bis 1957 lebte sie in Hamburg und anschließend in Wiesbaden.
Zuletzt war Charlotte Serda an der Adresse Durlacher Straße 15a in Berlin-Wilmersdorf wohnhaft. Sie starb 1981 im Sankt-Gertrauden-Krankenhaus.

## Filmografie
- 1931: Das Geheimnis der roten Katze
- 1933: Inge und die Millionen
- 1934: Selbst ist der Mann
- 1934: Pipin der Kurze

## Bücher
- Prominente privat: Das erste Farbenphotobuch aus dem Leben bekannter Schauspieler. Landsmann Verlag, Berlin 1940.
- Das Farbfoto-Buch vom Film. Breitkopf & Härtel, Leipzig 1941.